# Augustus Le Plongeon
Augustus Le Plongeon (Isla Jersey, Reino Unido), 4 de mayo de 1825-Brooklyn, Nueva York, 13 de diciembre de 1908) fue un fotógrafo, anticuario y arqueólogo británico americano. Realizó estudios de diversos yacimientos arqueológicos precolombinos, particularmente de la civilización maya, en la península de Yucatán.
A pesar de que sus escritos contienen nociones rechazadas por la comunidad científica, el material fotográfico de las ruinas arqueológicas y los glifos de la escritura maya de Le Plongeon son una fuente inapreciable, antes de que muchos de estos fueran dañados por el tiempo y los saqueadores. Gracias a esto, se le considera un mayista. También puede ser visto como uno de los primeros proponentes del mayanismo (no confundir con los mayistas), por sus ideas de carácter esotérico y mesmerista.
Escribió una historia en la que expuso la hipótesis de la fundación del Antiguo Egipto por los mayas, pueblo que, según su teoría, también habría habitado la Atlántida. Le Plongeon, quien practicó la francmasonería, estaba convencido de que las semillas de tal escuela de pensamiento habían sido sembradas por la civilización maya. Sus teorías fueron consideradas fantasiosas por sus coetáneos, también mayistas, como Désiré Charnay, Teoberto Maler y Alfred Maudslay.

## Datos biográficos
Nació en la isla de Jersey el 4 de mayo de 1825. Le Plongeon estudió y se graduó en la Escuela Politécnica de Francia en París. Viajó a Sudamérica con 19 años y tras un naufragio, vivió en Chile. Más tarde, en 1851, estudió fotografía en Londres. Retornó al continente americano, esta vez a Perú, donde en 1862 abrió un estudio fotográfico en Lima.
Fue entonces cuando comenzó a utilizar la fotografía como valioso instrumento arqueológico. Permaneció en Perú durante ocho años, durante los cuales fotografió extensamente los yacimientos arqueológicos incas. En 1870, viajó a San Francisco (California) en donde dio cursos y conferencias en la Academia de Ciencias de California sobre arqueología y también sobre las causas de los temblores de tierra. En 1871 regresó a Inglaterra y estudió en el Museo Británico los manuscritos existentes en la época sobre Mesoamérica. La lectura de la obra de Charles Etienne Brasseur de Bourbourg le indujo a pensar que la civilización, en su conjunto, tenía sus orígenes en las regiones que él había explorado.
Creyó que la cultura maya se había extendido a través del sudeste de Asia. Que viajeros de dicha civilización estuvieron en la Atlántida y que de ahí habrían llegado al Cercano Oriente en donde fundaron la civilización egipcia. Aunque en la época de Le Plongeon muchos estudiosos afirmaban que la civilización maya era más tardía que la egipcia, las afirmaciones del fotógrafo encontraron cierto eco y credibilidad.
En Londres, Le Plongeon se casó con Alice Dixon, con la que trabajó hasta el final de su vida. En 1873, perfeccionó su práctica de la fotografía con quien fue el padre de la fotografía moderna, William Henry Fox Talbot.
Augustus le Plongeon murió en Brooklyn en 1908. Su esposa Alicia, falleció dos años más tarde, en 1910.

## Su estancia en Yucatán

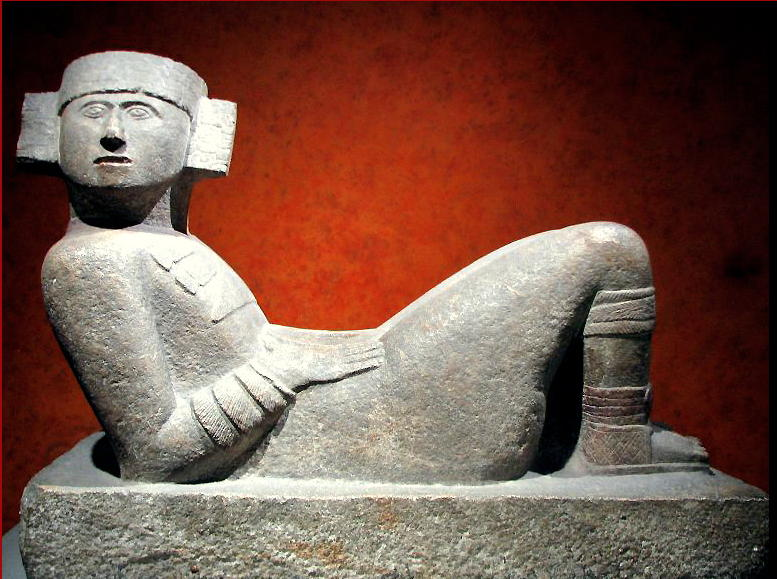
Chac Mool, escultura maya que Le Plongeon habría encontrado en Chichén Itzá.

Le Plongeon vivió en Yucatán de 1873 a 1885 buscando las pruebas para sustentar su hipótesis respecto de la conexión entre los mayas y los egipcios. Su esposa, Alicia, y él tomaron durante ese tiempo cientos de estereogramas (fotografías tridimensionales). Lograron así un registro muy completo de los yacimientos mayas que visitaron, entre otros Chichén Itzá y Uxmal. Se dice que hacían el revelado de sus placas fotográficas en la oscuridad de los monumentos arqueológicos mayas.
En Chichén Itzá, descubrieron una estatua a la que nombraron Chac Mool y aunque el nombre que le asignaron no encuentra su raíz en la propia designación de los mayas, los arqueólogos que los han sucedido siguieron utilizando el nombre para referirse a ese tipo de esculturas mayas, frecuentemente encontradas en los yacimientos arqueológicos, consistentes normalmente de un monolito esculpido con forma de cuerpo humano reclinado, con las piernas dobladas conformando un asiento en la parte abdominal del cuerpo que se cree fue utilizado como piedra de sacrificios.

## El Códice Troano
Le Plongeon también es conocido por su tentativa de traducir el Códice Troano, una parte del Códice de Madrid. Esta traducción fue vista en su época con gran escepticismo y actualmente reconocida por los expertos como totalmente errónea, producto solamente de la imaginación de su autor. Pretendía Plongeon, por ejemplo, que en el códice se relataba la destrucción de Mu, que él asoció a la Atlántida.
En los años 1880 cuando otros mayistas habían ya aceptado que la civilización maya era posterior a la egipcia, Le Plongeon siguió insistiendo en lo contrario y fustigó a los arqueólogos de escritorio que, según él, no podían contradecir científicamente su teoría, que había sido demostrada en el terreno. Pero las pruebas rápidamente se volvieron irrefutables y Le Plongeon fue finalmente ignorado por la comunidad científica.
Los trabajos de Le Plongeon se encuentran actualmente en el Centro Getty de Los Ángeles, California.